# Gerard Eneman

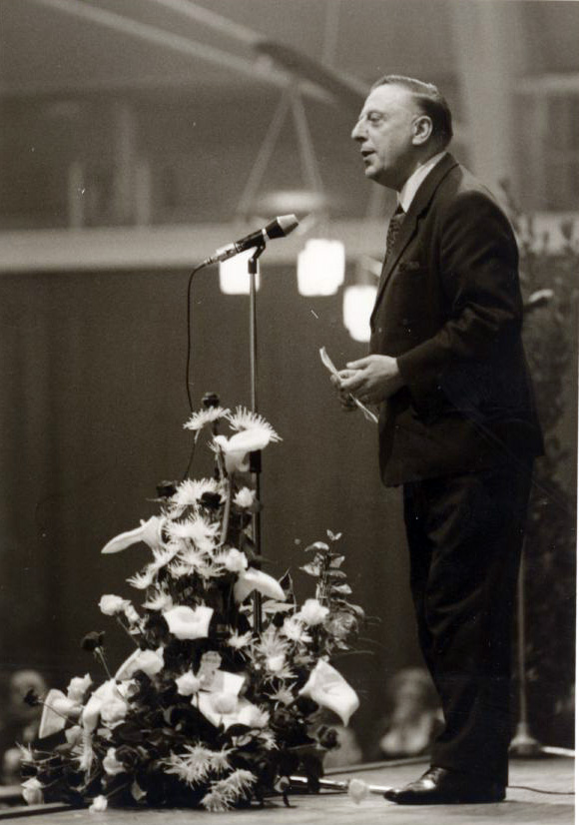
Gerard Eneman tijdens verkiezingcampagne

Gerard Alfons Daniel Eneman (Brugge, 23 mei 1913 - aldaar, 29 augustus 1972) was maatschappelijk werker en politicus (gemeenteraadslid en schepen van Brugge) alsook Belgisch volksvertegenwoordiger. Hij was gehuwd met Denise Witdoeckt, ze hadden negen kinderen.

## Loopbaan
Eneman was bij de aanvang van zijn loopbaan propagandist en secretaris voor de Katholieke Arbeidersjeugd (KAJ) en voor de Katholieke Werkliedenbond (KWB). Tijdens de meidagen 1940 vluchtte hij naar Frankrijk, samen met Romain Waes, als begeleiders en chauffeurs voor volksvertegenwoordiger Alfons De Groeve. Tijdens de oorlog werkte hij voor het Algemeen Christelijke Werkersverbond (ACW) en gaf hij les aan het Vrij Technisch Instituut van Brugge. Onmiddellijk na de oorlog werd hij nationaal propagandist van de KWB.
Bij de eerste naoorlogse parlementsverkiezingen op 17 februari 1945 stond hij op de lijst als eerste opvolger. Het vroege ontslag van de titularis, Etienne Floré, maakte dat hij hem op 23 maart 1946 opvolgde. Eneman bleef ononderbroken volksvertegenwoordiger tot in 1971 en was van 1968 tot 1971 ondervoorzitter van de Kamer. Zijn belangstelling ging vooral naar onderwijs, sociale zaken en het gezin.
In oktober 1946 werd Eneman ook tot gemeenteraadslid van Brugge verkozen, als vertegenwoordiger van de arbeidersvleugel binnen de CVP. Hij bleef dit tot aan zijn dood. Hij werd tevens onmiddellijk (januari 1947) verkozen tot schepen en kreeg de portefeuille onderwijs. In 1965 kreeg hij daarbij de portefeuille financies, die hij ook behield na de fusie van Groot-Brugge. Begin 1972 werd hij hierin opgevolgd door Andries Van den Abeele en volgde hij zelf Michel Van Maele op als schepen van openbare werken. Een onverbiddelijke ziekte maakte evenwel dat hij deze functie nauwelijks kon opnemen en gedurende zijn laatste levensmaanden bleef hij politiek inactief.
Hij was o.a. bekommerd voor de problematiek van de technisch ingenieurs en specifiek van de Vlaamse technisch ingenieurs, hij had ook een zoon technisch ingenieur.

## Publicatie
- Het hoger onderwijs in West-Vlaanderen, 1969.